# Daniela Romo
Teresa Presmanes Corona (Ciudad de México, 27 de agosto de 1959), conocida como Daniela Romo, es una cantante, actriz, y presentadora mexicana. 
En 40 años como cantante, ha grabado más de 20 discos y ha vendido más de 18 millones de copias. Es la segunda cantante mexicana más exitosa en las listas de la revista Billboard, tan solo detrás de Ana Gabriel. En el 2018 la revista Rolling Stone ubicó la canción «Yo no te pido la luna» en lugar número diez entre las cincuenta canciones más grandiosas del pop latino.

## Biografía
Nació el 27 de agosto de 1959. A los once años ingresó al coro del grupo mexicano de los Hermanos Zavala, con quienes debutó con la obra Contigo pan y cebolla. Posteriormente, estudió teatro en la Academia Andrés Soler y luego viajó a Los Ángeles para estudiar canto con Seth Riggs. Sus inicios se dieron en el terreno del teatro, actuando en obras de diversos géneros, desde tragedias griegas hasta comedias musicales. Entre las que interpretó destacan El soldadito de plomo, Pastoral navideño, Ifigenia en Áulide (de Eurípides), Gypsy y El diluvio que viene.

## Carrera

### Carrera musical
En 1978, el productor Ernesto Alonso decide darle una oportunidad estelar en la telenovela Ardiente secreto.
Como intérprete, Daniela grabó su primer disco en 1979 con canciones de Lolita de la Colina bajo el sello CBS, sin obtener éxito.
En 1983 firmó con Hispavox un contrato para grabar su disco Daniela Romo homónimo, con temas y producción de Danilo Vaona y del cual también grabó un maxisencillo en italiano, con los temas «Bugie» («Mentiras») y «Dammi, dammi, dammi» («La ocasión para amarnos»).
En 1984 participa en el Festival Internacional de la Canción de Viña del Mar en Chile teniendo gran éxito y canta a dúo con José Luis Perales. Su éxito más recordado es una versión de un tema del Festival de San Remo 1984, de Albertelli y Malepasso: «Yo no te pido la luna» («Non voglio mica la luna», interpretado originalmente por Fiordaliso) dentro del disco Amor prohibido del mismo año, con arreglo y dirección de orquesta de Danilo Vaona.
En 1985 participó en el Festival Mundial de la Canción Popular en Tokio, Japón representando a México con una canción de Denise de Kalafe, «Es nuestro amor», con la que llega a la final.

### Carrera actoral
Como actriz estelarizó telenovelas como Ardiente secreto (1978), El enemigo (1979), No temas al amor (1980) y Déjame vivir (1982), hasta que llegó el reconocimiento del público y la crítica con El camino secreto (1986), donde además interpreta el tema musical llamado «De mí enamórate», lo que se convertiría en un clásico en la carrera musical de Daniela. Después siguieron Balada por un amor (1990) y Si Dios me quita la vida (1995), cuando terminó esta última novela dio una pausa a su carrera actoral para continuar con su trayectoria como cantante. 
Fue hasta 2001 que regresaría a las telenovelas con El manantial, junto a Adela Noriega y Mauricio Islas, bajo la producción de Carla Estrada, interpretando su primer villana la cual obtiene reconocimientos por su papel de Margarita Insunza de Ramírez, así como alcanzar el estatus de Primera actriz. Continúa con un rol estelar en Las vías del amor (2003).
En 2005 interpretó a Juana Arellano, su segunda villana en la telenovela Alborada (otra producción de Carla Estrada), compartiendo escenas con Lucero y Fernando Colunga.
En 2008 protagoniza el episodio Cristina, rebelde de la serie Mujeres asesinas bajo la producción de Pedro Torres. A continuación en el año 2009 participó en la producción de Carla Estrada, Sortilegio. En 2010 es llamada por Salvador Mejía para actuar en la telenovela Triunfo del amor, posteriormente trabaja en la telenovela La tempestad en 2013.
A mediados de 2015 el productor Roberto Gómez Fernández la llama para ser parte del elenco estelar de la serie El hotel de los secretos.

## Vida privada
Daniela Romo decidió no tener hijos con el fin de priorizar su carrera artística.

## Discografía

### Álbumes
| Álbumes de estudio - 1983: Daniela Romo - 1984: Amor prohibido - 1985: Dueña de mi corazón - 1986: Mujer de todos, mujer de nadie - 1987: Gitana - 1989: Quiero amanecer con alguien - 1991: Amada más que nunca - 1992: De mil colores - 1994: La cita - 1996: Un nuevo amor - 1999: Me vuelves loca - 2001: Ave Fénix - 2005: Es la nostalgia - 2008: Sueños de Cabaret - 2012: Para soñar - 2015: La voz del corazón | Álbumes en vivo - 1997: En vivo en el teatro Alameda Álbumes tributos y recopilatorios - 1979: Te pareces mucho a mí/También yo - 2001: Sólo lo mejor / 20 éxitos - 2004: Original Masters: 2 en 1 - 2013: Romance - 2013: Lo mejor de mí |

### Bandas sonoras
| Año  | Canción                                                                    | Telenovela                           |
| ---- | -------------------------------------------------------------------------- | ------------------------------------ |
| 1980 | «No temas al amor»                                                         | No temas al amor                     |
| 1982 | «Déjame vivir»                                                             | Déjame vivir                         |
| 1983 | «Ayer perdí mi corazón»                                                    | Un solo corazón                      |
| 1986 | «De mí enamórate»                                                          | El camino secreto                    |
| 1989 | «Balada por un amor» / «Quiero amanecer con alguien»                       | Balada por un amor                   |
| 1995 | «Si Dios me quita la vida» / «Voy»                                         | Si Dios me quita la vida             |
| 2002 | «Las heridas»                                                              | Las vías del amor                    |
| 2013 | «Para soñar» (con Francisco Céspedes) / «Pensar en ti» (con Pandora)       | La tempestad                         |
| 2014 | «Quiero amanecer con alguien»                                              | Mi corazón es tuyo                   |
| 2017 | «Te busco» (con Leonel García)                                             | En tierras salvajes (tema de cierre) |
| 2020 | «Vencer el desamor» (con Nico Malecón)[11]                                 | Vencer el desamor                    |
| 2023 | «Vencer la culpa» (con Dulce, Paty Cantú y Fanny Lu)[12] / «Casi una vida» | Vencer la culpa                      |
| 2024 | «Amor amargo»[13]                                                          | Amor amargo                          |

## Filmografía

### Telenovelas
| Año       | Telenovela               | Personaje                              | ref  |
| --------- | ------------------------ | -------------------------------------- | ---- |
| 1978      | Ardiente secreto         | Mariana Cisneros                       |      |
| 1979      | El enemigo               | Isabel                                 |      |
| 1980      | No temas al amor         | Alejandra                              |      |
| 1982      | Déjame vivir             | Estrella                               |      |
| 1986-1987 | El camino secreto        | Gabriela Guillén                       |      |
| 1989-1990 | Balada por un amor       | Brianda Portugal Mercader              |      |
| 1995      | Si Dios me quita la vida | María Sánchez Amaro                    |      |
| 2001-2002 | El manantial             | Margarita Insunza de Ramírez           |      |
| 2002-2003 | Las vías del amor        | Leticia Fernández Valencia             |      |
| 2005-2006 | Alborada                 | Doña Juana Arellano Vda. de Manrique   | [5]  |
| 2007      | Amor sin maquillaje      | Fernanda Duarte                        | [14] |
| 2009      | Sortilegio               | Victoria Valverde Vda. de Albéniz      | [6]  |
| 2010-2011 | Triunfo del amor         | Doña Bernarda Montejo Vda. de Iturbide | [7]  |
| 2012-2013 | Que bonito amor          | Ella misma                             | [15] |
| 2013      | La tempestad             | Mercedes Artigas                       | [8]  |
| 2014-2015 | Mi corazón es tuyo       | Ella misma                             | [16] |
| 2016      | El hotel de los secretos | Ángela Gómez Vda. de Salinas           | [9]  |
| 2017      | En tierras salvajes      | Amparo Rivelles de Otero               | [17] |
| 2020      | Vencer el miedo          | Bárbara Albarrán                       | [18] |
| 2020-2021 | Vencer el desamor        | Bárbara Albarrán Vda. de Falcón        | [19] |
| 2024-2025 | Amor amargo              | Leonor San José                        | [20] |

### Programas
| Año  | Programa                           | Rol                                 | ref  |
| ---- | ---------------------------------- | ----------------------------------- | ---- |
| 1979 | Los lunes de Domeq                 | Conductora                          |      |
| 1979 | Disco Risas                        | Conductora                          |      |
| 1979 | Especial Disco                     | Conductora                          |      |
| 1980 | Noche a noche                      | Conductora                          |      |
| 1984 | Un, dos, tres... responda otra vez | Conductora                          |      |
| 1995 | Hoy con Daniela                    | Conductora                          |      |
| 2000 | A Millón                           | Conductora                          |      |
| 2008 | Mujeres asesinas                   | Cristina Franco "Cristina, rebelde" | [21] |
| 2013 | Lo que más quieres                 | Conductora                          |      |

### Cine
| Año  | Película                   | Personaje     | ref  |
| ---- | -------------------------- | ------------- | ---- |
| 1978 | La casa del pelícano       | Engracia      |      |
| 1979 | El año de la peste         | Laura         |      |
| 1979 | Puerto maldito             | Elena         |      |
| 1979 | Tres mujeres en la hoguera | Peggy         |      |
| 1979 | Te quiero                  | Claudia       |      |
| 1980 | Frontera                   | Rosy          |      |
| 1981 | Novia, esposa y amante     | Laura Mendoza |      |
| 1999 | Héroes sin patria          | Marta         |      |
| 2019 | La boda de mi mejor amigo  | Ella misma    | [22] |

### Teatro
| Año     | Obra de teatro           | ref  |
| ------- | ------------------------ | ---- |
| 1972    | Contigo, pan y cebolla   |      |
| 1976    | Pastoral navideño        |      |
| 1977    | Ifigenia en Áulide       |      |
| 1977    | Gypsy                    |      |
| 1977    | El soldadito de plomo    |      |
| 1978    | El diluvio que viene     |      |
| 1982    | Nuestro amor de cada día |      |
| 1999    | La Libélula              |      |
| 2003    | Cartas de amor           | [23] |
| 2006-08 | Victor/Victoria          | [24] |
| 2018-19 | Hello Dolly              | [25] |

## Premios y nominaciones
Premios TVyNovelas
| Año  | Categoría                                 | Telenovela                                | Resultado    |
| ---- | ----------------------------------------- | ----------------------------------------- | ------------ |
| 2018 | Mejor primera actriz                      | En tierras salvajes                       | Nominada     |
| 2017 | Mejor primera actriz                      | El hotel de los secretos                  | Nominada     |
| 2014 | Mejor primera actriz                      | La tempestad                              | Nominada     |
| 2012 | Mejor actriz antagónica                   | Triunfo del amor                          | Ganadora     |
| 2010 | Mejor primera actriz                      | Sortilegio                                | Ganadora     |
| 2006 | Mejor actriz antagónica                   | Alborada                                  | Ganadora     |
| 2006 | Premio especial por trayectoria artística | Premio especial por trayectoria artística | Ganadora     |
| 2004 | Premio especial por trayectoria artística | Premio especial por trayectoria artística | Ganadora     |
| 2002 | Mejor primera actriz                      | El manantial                              | Ganadora     |
| 1990 | Mejor actriz protagónica                  | Balada por un amor                        | Nominada     |
| 1987 | Mejor TV_Cantante Femenino                | Mejor TV_Cantante Femenino                | Ganadora[26] |
| 1987 | Mejor actriz protagónica                  | El camino secreto                         | Nominada     |
| 1984 | Mejor cantante revelación                 | Daniela Romo                              | Ganadora     |
Premios TVyNovelas Colombia
| Año  | Categoría                   | Resultado |
| ---- | --------------------------- | --------- |
| 2004 | Mejor artista internacional | Ganadora  |

TV Adicto Golden Awards
| Año  | Categoría                  | Nominados                 | Resultado |
| ---- | -------------------------- | ------------------------- | --------- |
| 2010 | Mejor Villana de la década | Daniela Romo por Alborada | Ganadora  |

Premios Bravo
| Año  | Categoría               | Telenovela   | Resultado    |
| ---- | ----------------------- | ------------ | ------------ |
| 2010 | Mejor primera actriz    | Sortilegio   | Ganadora     |
| 2006 | Mejor actriz antagónica | Alborada     | Ganadora     |
| 2002 | Mejor actriz antagónica | El Manantial | Ganadora[28] |
Premios INTE
| Año  | Categoría         | Nominados    | Resultado |
| ---- | ----------------- | ------------ | --------- |
| 2003 | Actriz de Reparto | El manantial | Ganadora  |

Premios SACM
| Año  | Categoría                       | Resultado |
| ---- | ------------------------------- | --------- |
| 2014 | Más de 25 años como Compositora | Ganadora  |

Premios Palma de Oro
| Año  | Categoría               | Telenovela | Resultado |
| ---- | ----------------------- | ---------- | --------- |
| 2005 | Mejor actriz antagónica | Alborada   | Ganadora  |

Premios El Heraldo de México
| Año  | Categoría                    | Telenovela/Álbum               | Resultado |
| ---- | ---------------------------- | ------------------------------ | --------- |
| 1983 | Cantante Revelación          | Daniela Romo                   | Ganadora  |
| 1984 | Mejor Cantante Internacional | Daniela Romo                   | Ganadora  |
| 1987 | Mejor Actriz                 | El camino secreto              | Ganadora  |
| 1987 | Mejor Intérprete             | Mujer de todos, mujer de nadie | Ganadora  |
| 1994 | Mejor Disco Pop Del Año      | La cita                        | Ganadora  |
| 1996 | Mejor Compositora            | Un nuevo amor                  | Ganadora  |
| 2003 | Mejor Primera Actriz         | Las vías del amor              | Ganadora  |
Premio Lo Nuestro
| Año  | Categoría                   | Canción/Álbum'              | Resultado |
| ---- | --------------------------- | --------------------------- | --------- |
| 1991 | Álbum Pop del Año           | Quiero amanecer con alguien | Nominada  |
| 1991 | Artista Femenina del Año    | Daniela Romo                | Nominada  |
| 1992 | Álbum Pop del Año           | Amada más que nunca         | Nominada  |
| 1992 | Canción Pop del Año         | Todo, Todo, Todo            | Nominada  |
| 1992 | Artista Femenina del Año    | Daniela Romo                | Nominada  |
| 1992 | Mejor Video Musical Del Año | Todo, Todo, Todo            | Ganadora  |
| 1993 | Artista Femenina del Año    | Daniela Romo                | Nominada  |
| 1997 | Mejor Video Musical Del Año | Matame                      | Nominada  |
Premios Billboard
| Año  | Categoría                       | Álbum                       | Resultado |
| ---- | ------------------------------- | --------------------------- | --------- |
| 1990 | Mejor álbum POP latino en U.S.A | Quiero amanecer con alguien | Ganadora  |

Premios Aplauso
| Año  | Categoría                         | Resultado |
| ---- | --------------------------------- | --------- |
| 1990 | Cantante femenina impacto del año | Ganadora  |

Premios Grammy
| Año  | Categoría            | Canción             | Resultado |
| ---- | -------------------- | ------------------- | --------- |
| 1992 | Best Latin Pop Album | Amada más que nunca | Nominada  |

Premios Grammy Latino
| Año  | Categoría                      | Resultado |
| ---- | ------------------------------ | --------- |
| 2012 | Premio a la Excelencia Musical | Ganadora  |

Premios ACE
| Año  | Categoría                   | Álbum/Novela                | Resultado    |
| ---- | --------------------------- | --------------------------- | ------------ |
| 1990 | Mejor compositora           | Quiero amanecer con alguien | Nominada     |
| 1990 | Figura femenina del año     | Figura femenina del año     | Ganadora     |
| 1992 | Mejor intérprete del año    | Daniela Romo                | Ganadora     |
| 1992 | Mejor álbum del año         | Amada más que nunca         | Ganadora     |
| 1992 | Mejor videoclip             | Todo, Todo, Todo            | Ganadora     |
| 2017 | Mejor actriz característica | El hotel de los secretos    | Ganadora[31] |
Premios ACE (Argentina)
| Año  | Categoría                     | Resultado |
| ---- | ----------------------------- | --------- |
| 1994 | Mejor artista latina femenina | Ganadora  |
Diosas de Plata
| Año  | Categoría                             | Película                              | Resultado |
| ---- | ------------------------------------- | ------------------------------------- | --------- |
| 1977 | Mejor revelación femenina             | Te quiero                             | Ganadora  |
| 2002 | Reconocimiento por 30 años de carrera | Reconocimiento por 30 años de carrera | Ganadora  |

Premios People en Español
| Año  | Categoría               | Telenovela       | Resultado |
| ---- | ----------------------- | ---------------- | --------- |
| 2011 | Mejor actriz antagónica | Triunfo del amor | Nominada  |

Califa de Oro 2011
| Año  | Categoría               | Telenovela       | Resultado |
| ---- | ----------------------- | ---------------- | --------- |
| 2011 | Mejor actriz antagónica | Triunfo del amor | Ganadora  |

Otros reconocimientos
- Reconocida como una de las 15 mejores del programa Siempre en domingo (programa de televisión mexicano) en los años, 1983, 1984, 1986, 1987, 1988, 1990
- En 1996 recibe su estrella en el Paseo de las Luminarias de México.
- En 1993 fue nombrada "Mr. Amigo" en Brownsville, Texas por la comunidad México-Americana de Estados Unidos
- En 2001 es declarada embajadora en contra del racismo y la discriminación por la ONU[33]
- En 2004 recibe el Premios de la Agrupación de Críticos y Periodistas de Teatro  por la obra Cartas de amor.

En 1985 gana el premio Circe en Perú
- Reconocimiento de la marca de ropa interior Warner´s por su lucha contra el cáncer de mama, 2018
- En 2019 la ACPT le entrega el premio a Mejor actriz de Musical por la obra Hello, Dolly![www.carteleradeteatro.com.mx 1]